# Пап Суаре
Пап Суаре́ (фр. Pape Souaré, нар. 6 червня 1990, Сенегал) — сенегальський футболіст, захисник англійського клубу «Крістал Пелес».

## Клубна кар'єра
Суаре починав кар'єру в сенегальській академії «Інститут Діамбарс». У віці 18 років він відправився у французький «Лілль». У дорослому футболі дебютував 2009 року виступами за дублюючу команду «Лілля», в якій провів один сезон, взявши участь у 13 матчах чемпіонату.

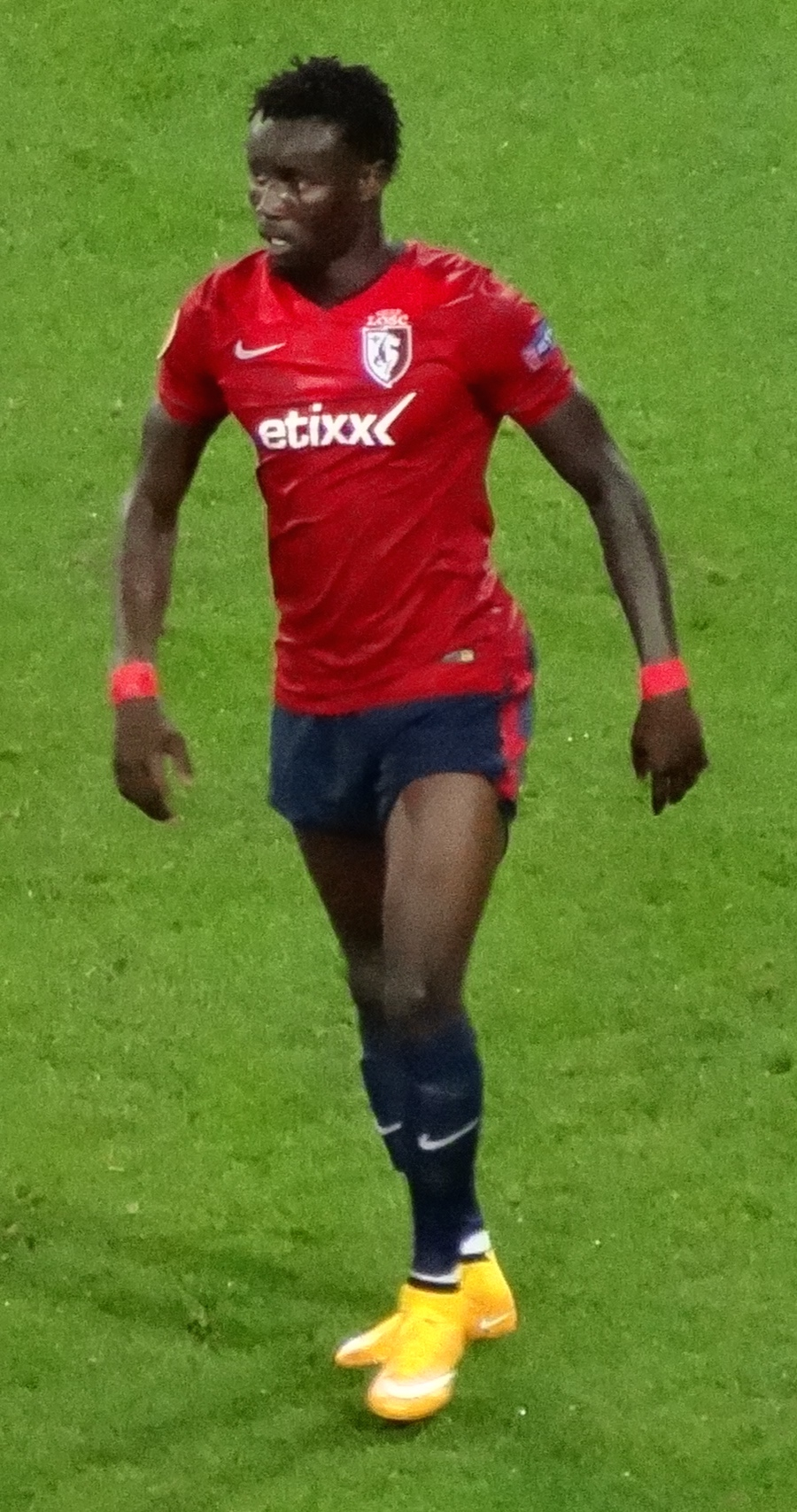
Пап Суаре під час виступів за «Лілль». 18 вересня 2014 року.

До складу основної команди «Лілля» приєднався 2010 року. За підсумками першого ж сезону 2010/11 «Ліль» зробив золотий дубль, проте камерунець зіграв лише у 4 матчах чемпіонату і у жодній грі національного кубка. У наступному сезоні на поле у складі лілльської команди Пап також виходив досить не регулярно і 2012 року прийняв пропозиції перейти на умовах оренди до іншої французької команди, «Реймса». Після повернення до «Лілля» влітку 2013 року став основним гравцем команди і за наступні півтора року зіграв 45 матчів у Лізі 1.
30 січня 2015 року Суаре перейшов у англійський «Крістал Пелес» за 4,6 мільйона євро, підписавши контракт до літа 2019 року. Відтоді встиг відіграти за лондонський клуб 42 матчі в національному чемпіонаті.

## Виступи за збірні
2012 року захищав кольори олімпійської збірної Сенегалу на Олімпійських іграх 2012 року у Лондоні.
29 лютого 2012 року дебютував в офіційних матчах у складі національної збірної Сенегалу в товариській грі зі збірною ПАР, яка завершилася у нічию 0-0.
У складі збірної був учасником Кубка африканських націй 2015 року в Екваторіальній Гвінеї.
Наразі провів у формі головної команди країни 24 матчі, забивши 1 гол.
| Дата       | Місто          | Господарі   | Результат | Гості       | Турнір                                   | Голи | Примітки |
| ---------- | -------------- | ----------- | --------- | ----------- | ---------------------------------------- | ---- | -------- |
| 29-2-2012  | Дурбан         | ПАР         | 0 – 0     | Сенегал     | товариський матч                         | -    |          |
| 13-10-2012 | Дакар          | Сенегал     | 0 – 2     | Кот-д'Івуар | Відбір до Кубка африканських націй 2013  | -    |          |
| 16-6-2013  | Монровія       | Ліберія     | 0 – 2     | Сенегал     | Відбір до ЧС 2014                        | -    |          |
| 14-8-2013  | Сен-Ле-ла-Форе | Замбія      | 1 – 1     | Сенегал     | товариський матч                         | -    |          |
| 7-9-2013   | Дакар          | Сенегал     | 1 – 0     | Уганда      | Відбір до ЧС 2014                        | -    |          |
| 12-10-2013 | Абіджан        | Кот-д'Івуар | 3 – 1     | Сенегал     | Відбір до ЧС 2014                        | -    |          |
| 16-9-2013  | Касабланка     | Сенегал     | 1 – 1     | Кот-д'Івуар | Відбір до ЧС 2014                        | -    |          |
| 5-3-2014   | Сен-Ле-ла-Форе | Сенегал     | 1 – 1     | Малі        | товариський матч                         | -    |          |
| 25-5-2014  | Каруж          | Сенегал     | 3 – 1     | Косово      | товариський матч                         | -    |          |
| 5-9-2014   | Дакар          | Сенегал     | 2 – 0     | Єгипет      | Відбір до Кубка африканських націй 2015  | -    |          |
| 10-9-2014  | Габороне       | Ботсвана    | 0 – 2     | Сенегал     | Відбір до Кубка африканських націй 2015  | -    |          |
| 15-10-2014 | Монастір       | Туніс       | 1 – 0     | Сенегал     | Відбір до Кубка африканських націй 2015  | -    |          |
| 19-11-2014 | Дакар          | Сенегал     | 3 – 0     | Ботсвана    | Відбір до Кубка африканських націй 2015  | -    |          |
| 9-1-2015   | Касабланка     | Сенегал     | 1 – 0     | Габон       | товариський матч                         | -    |          |
| 19-1-2015  | Монгомо        | Гана        | 1 – 2     | Сенегал     | Кубок африканських націй 2015 - 1-й етап | -    |          |
| 27-1-2015  | Малабо         | Сенегал     | 0 – 2     | Алжир       | Кубок африканських націй 2015 - 1-й етап | -    |          |
| 13-6-2015  | Дакар          | Сенегал     | 3 – 1     | Бурунді     | Відбір до Кубка африканських націй 2017  | -    |          |
| 5-9-2015   | Віндгук        | Намібія     | 0 – 2     | Сенегал     | Відбір до Кубка африканських націй 2017  | -    |          |
| 8-9-2015   | Йоганнесбург   | ПАР         | 1 – 0     | Сенегал     | товариський матч                         | -    | 46'      |
| Усього     |                | Матчів      | 19        |             | Голів                                    | 0    |          |

## Титули і досягнення
- Чемпіон Франції (1):

«Лілль»: 2010–11
- Володар Кубка Франції (1):

«Лілль»: 2010–11